# Misumessus
Genre
Misumessus est un genre d'araignées aranéomorphes de la famille des Thomisidae.

## Distribution
Les espèces de ce genre se rencontrent en Amérique du Nord.

## Liste des espèces
Selon World Spider Catalog (23.5, 22/09/2022) :
- Misumessus bishopae Edwards, 2017
- Misumessus blackwalli Edwards, 2017
- Misumessus dicaprioi Edwards, 2017
- Misumessus lappi Edwards, 2017
- Misumessus oblongus (Keyserling, 1880)
- Misumessus quinteroi Edwards, 2017
- Misumessus tamiami Edwards, 2017

## Systématique et taxinomie
Ce genre a été décrit par Banks en 1904 dans les Thomisidae.

## Publication originale
- Banks, 1904 : « New genera and species of Nearctic spiders. » Journal of The New York Entomological Society, vol. 12, p. 109-119 (texte intégral).